# Hilton Grand Vacations Company
 (septembre 2017).
Si vous disposez d'ouvrages ou d'articles de référence ou si vous connaissez des sites web de qualité traitant du thème abordé ici, merci de compléter l'article en donnant les références utiles à sa vérifiabilité et en les liant à la section « Notes et références ».

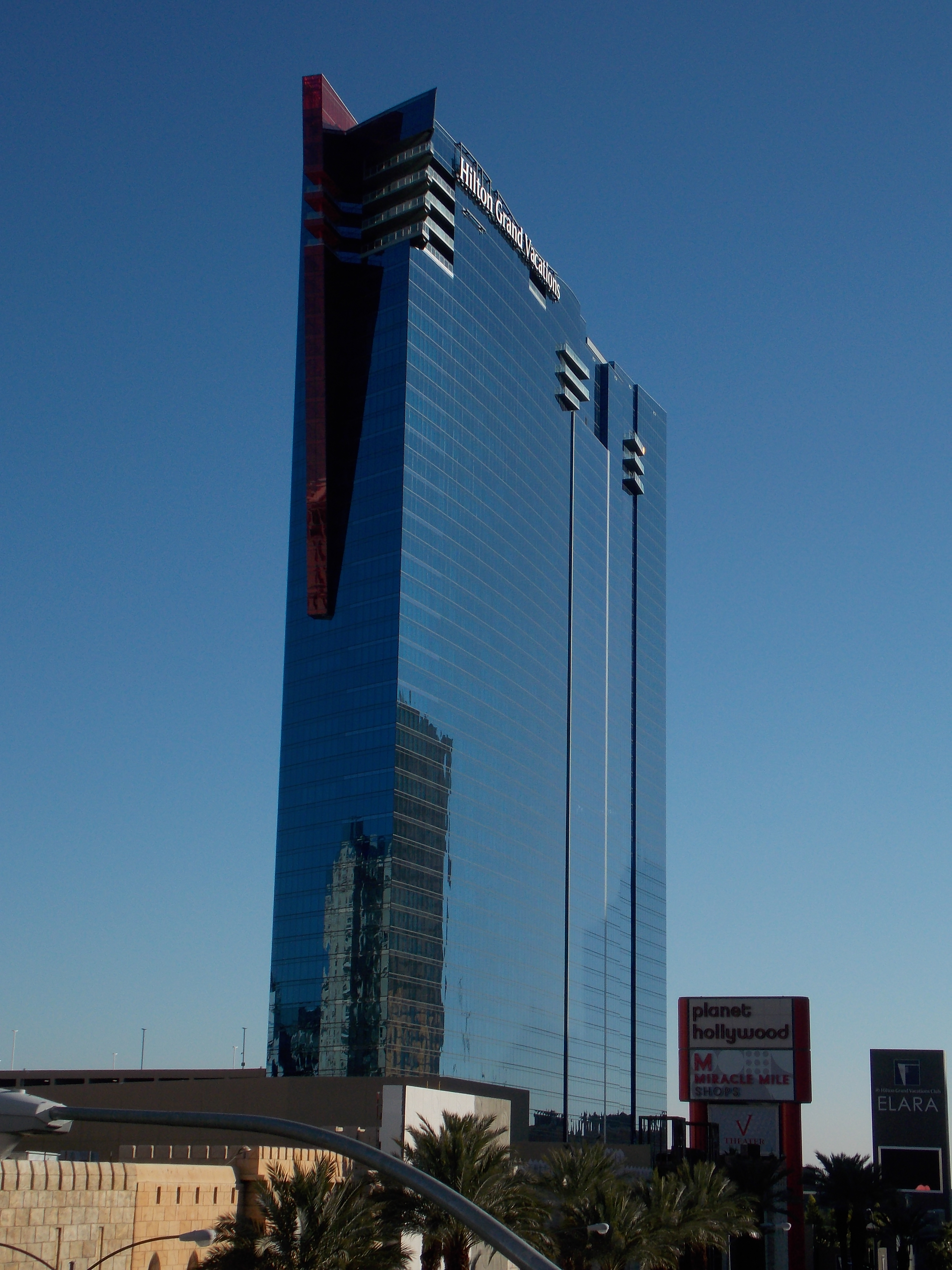
Elara, Hilton Grand Vacations Club à Las Vegas, Nevada.

Hilton Grand Vacations Company est une entreprise touristique spécialisée dans la location en temps partagé (timeshare), filiale de Hilton Worldwide.
Elle est basée à Orlando et dispose de bureaux régionaux à Las Vegas, Oahu, New York, Marco Island et Sanibel.
Son président depuis 2008 est Mark Wang.